# Alpheus longiforceps
Alpheus longiforceps is een garnalensoort uit de familie van de Alpheidae. De wetenschappelijke naam van de soort is voor het eerst geldig gepubliceerd in 2002 door Hayashi & Nagata.